# OTO Melara
Ото Мелара — італійська оборонна компанія з заводами в містах Брешіа та Спеція. Входить до консорціуму Finmeccanica.  Була заснована в 1905 році як Vickers Terni.

## Історія
Під час Першої світової війни, Vickers Терні виробляли багато зброї з калібром 40 мм і більше. У 1929 році компанія була перейменована в Odero Terni Orlando з абревіатурою OTO. 
Під час Другої світової війни, в основному виготовлялись важкі гармати для лінкорів. У 1953 році компанія прийняла назву Oto Melara.
Перед тим як Італія приєдналася до НАТО, Oto Melara виробляла цивільну продукцію, таку як трактори, верстати, але швидко повернулася до виробництві зброї. Найвідомішою продукцією після Другої світової війни є гірська гаубиця ОТО Melara Model 56, яка перебуває на озброєнні в усьому світі, і морська гармата OTO Melara 76/62, яка стоїть на озброєні у 53 флотів і встановлена на більш ніж 1000 морських суден.
Станом на 2007 р. продукція Oto Melara розподілялася за напрямами: 52 % - сухопутні системи, 43 % - корабельні системи та боєприпаси, 5 % - авіаційні боєприпаси, при цьому 10 % прибутку виділялося на наукові дослідження та розробки. Експорт продукції здійснювався у 63 країни. Компанія мала офіс у м. Рим та виробництво у м.  Спеція (1096 чол.) і Брешіа (238 чол.). Виробництво Oto Melara у Спеції постачало не тільки гарматні комплекси, а й окремі стволи гармат.
У 2008 р. компанія Oto Melara демонструвала БПЛА вертольотного типу IBIS власного виробництва на виставці TechDemo'2008.
В кінці 2011 р. компанія вийшла на ринок з керованими боєприпасами VULCANO калібру 76 мм, призначеними для використання у корабельних гарматах.

## Галерея

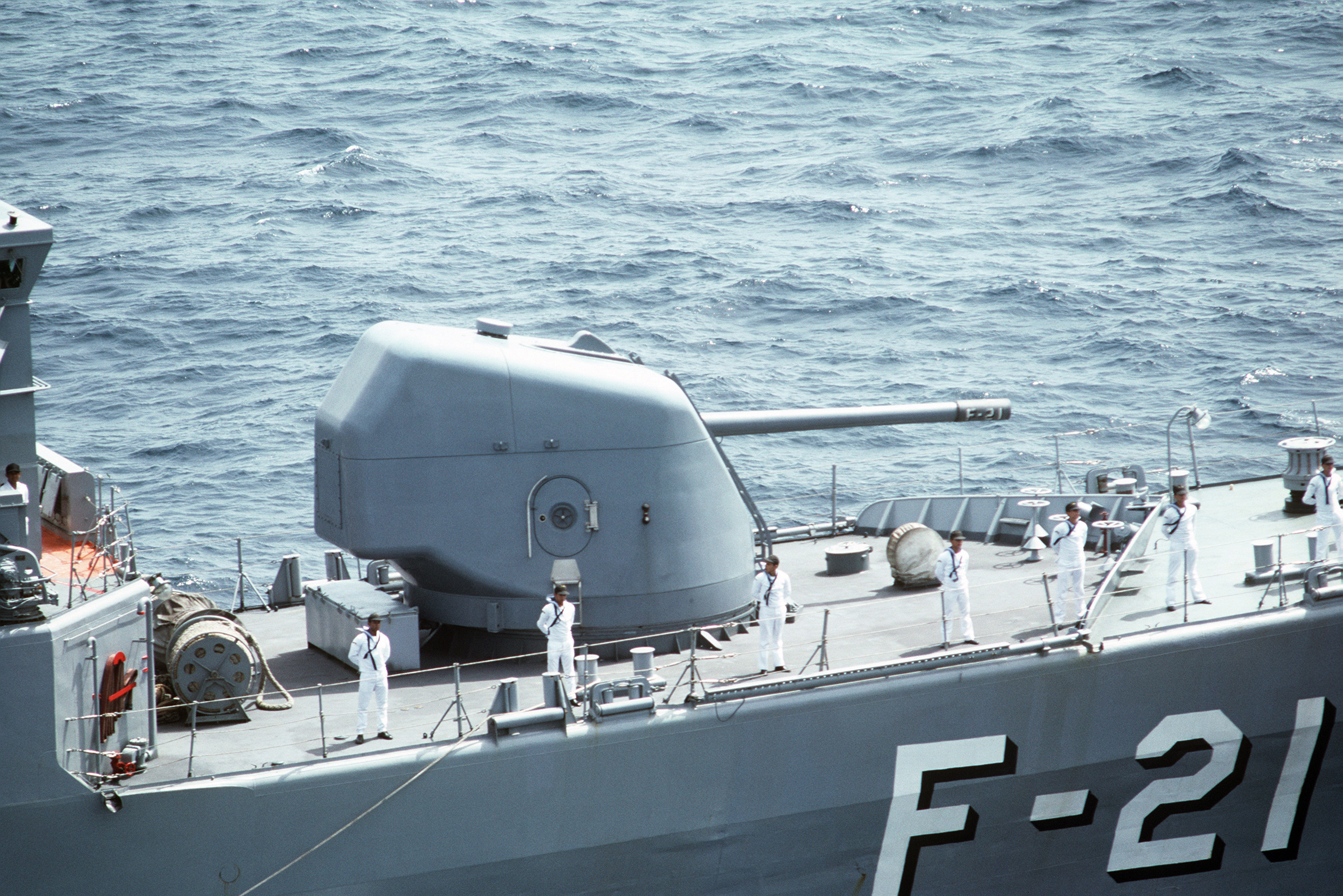
Otobreda 127/54
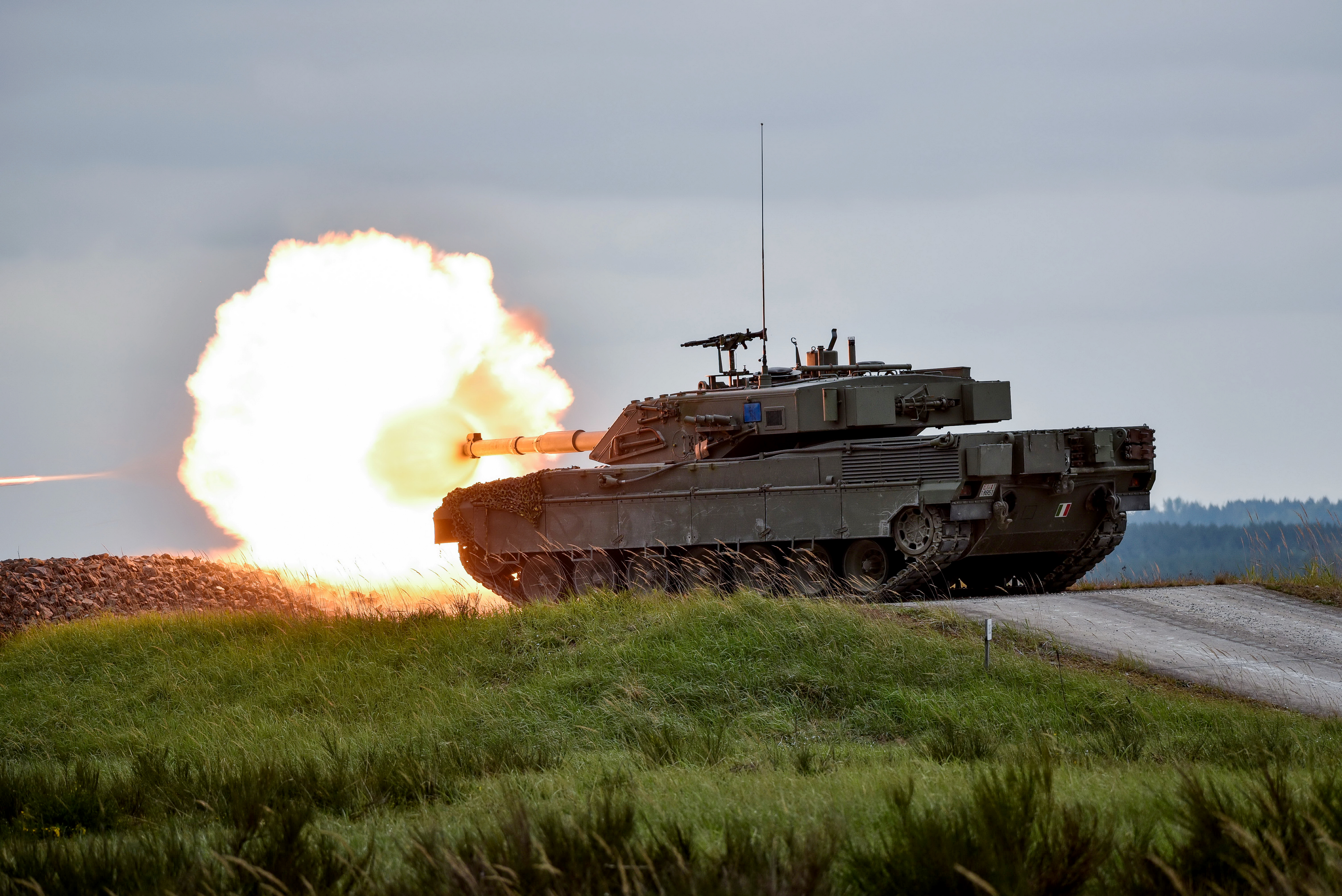
Ariete
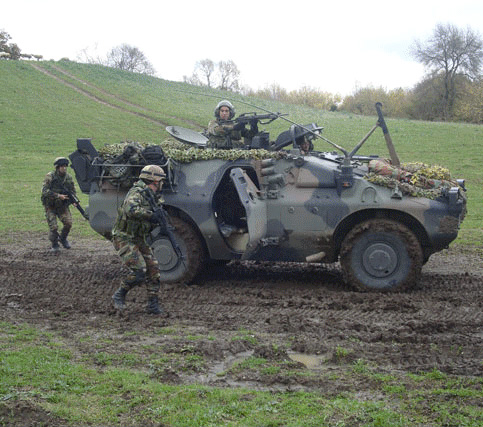
Puma
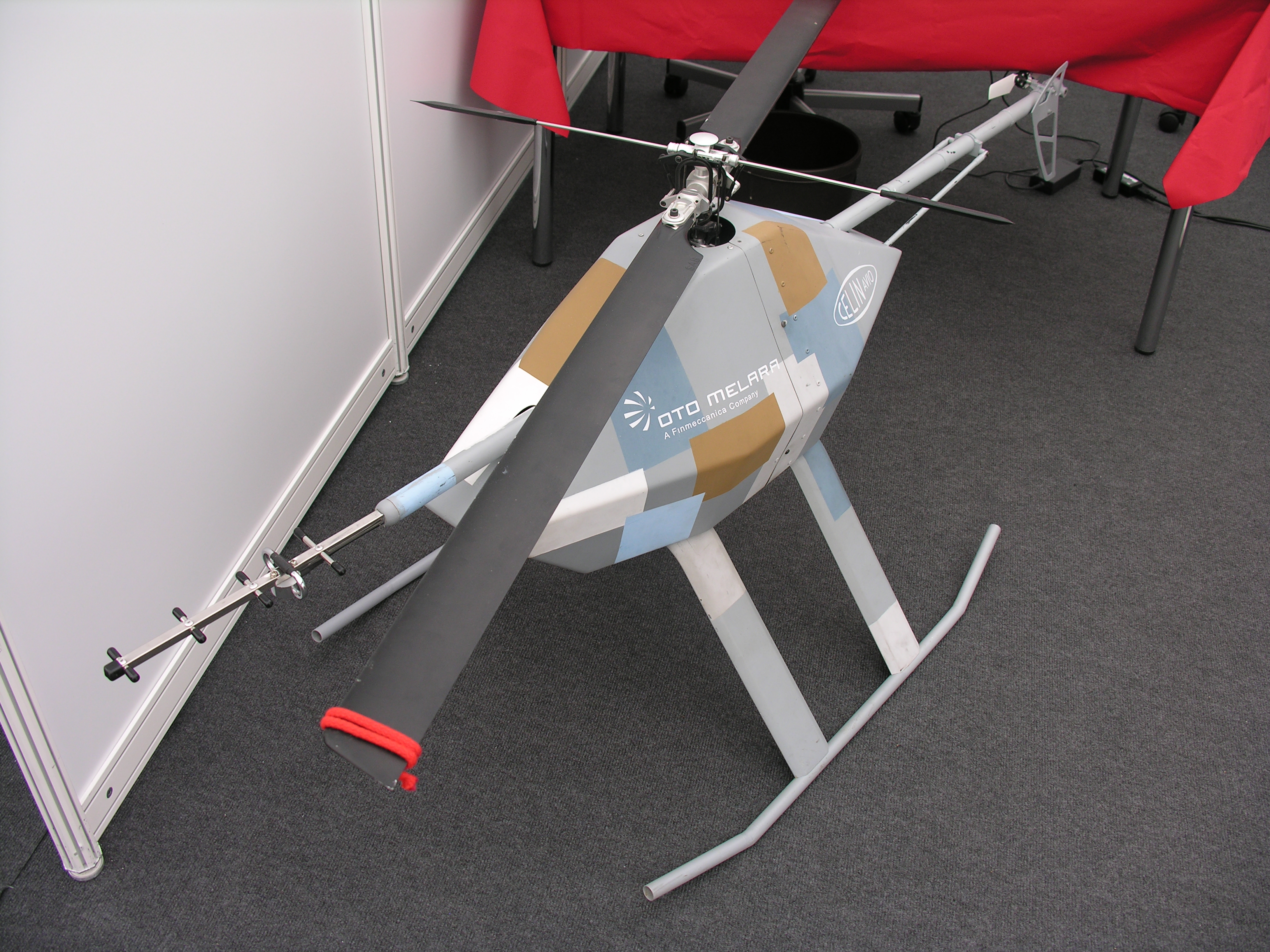
UAV IBIS від OTO Melara на TechDemo'2008